# اريك روبسون
اريك روبسون (بالإنجليزية: Eric Robson)‏ هو مقدم تلفزيوني بريطاني، ولد في 31 ديسمبر 1946.